# ラーマクリシュナ・アシュラム・マーグ駅
ラーマクリシュナ・アシュラム・マーグ駅（英語  Ramakrishna Ashram Marg。ヒンディー語：रामकृष्ण आश्रम मार्ग）は、インドデリーにあるデリー・メトロブルーラインの駅である。
| スタブアイコン | サブスタブ | この項目は、まだ閲覧者の調べものの参照としては役立たない、鉄道に関連した書きかけの項目です。この項目を加筆・訂正などしてくださる協力者を求めています（P:鉄道/PJ:鉄道）。 |